# 北斗丸 (初代)
北斗丸（ほくとまる）は、航海訓練所が運用していた航海練習船。本項目では、1953年に就航した初代を取り扱う。  

## 概要
1952年、北斗丸(初代)として、藤永田造船所で建造された。
1954年 三菱重工業社の日本初の出力500馬力の実用ガスター
ビンを搭載して実用試験を実施。  

1976年、6月16日北斗丸_(2代)就航。  
1976年、6月16日用途廃止。  

## 設計
建造当時の練習船隊は日本丸、海王丸、進徳丸以外は、低性能であり、船体・機関に欠陥が多く老朽化した戦時標準船改E型の「暁丸」「親潮丸」及び木造船「姫島丸」の代船として，戦後初の1500屯型汽船練習船の建造が認められた。  
1966年、川崎重工業神戸造船所において制御室の設置を含む機関室の自動化改装の実施。 